# Pengantigan (Rogojampi)
Pengantigan is een bestuurslaag in het regentschap Banyuwangi van de provincie Oost-Java, Indonesië. Pengantigan telt 5921 inwoners (volkstelling 2010).